# Stickerkunst

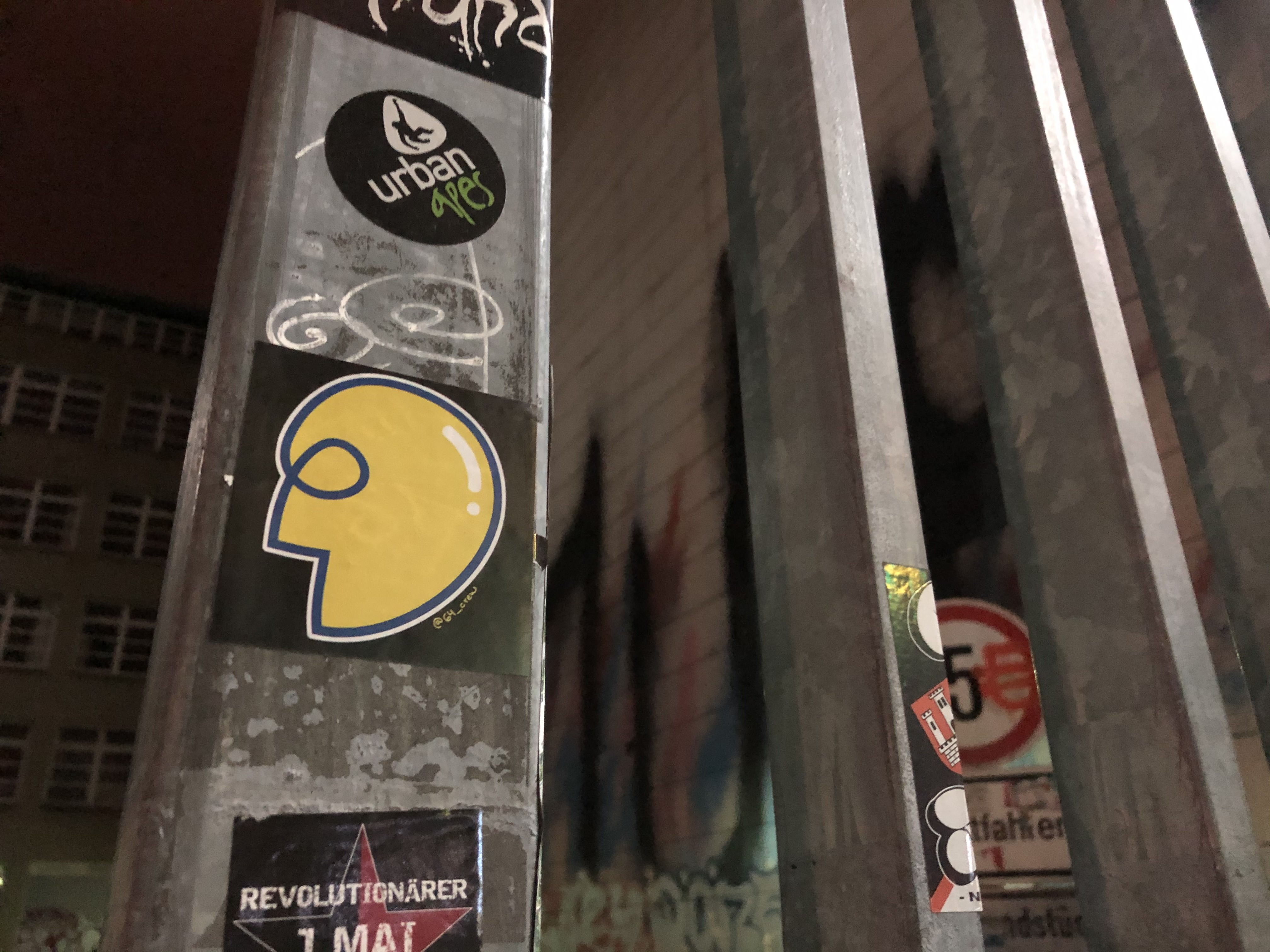
Aufkleber der 64 Crew in Berlin

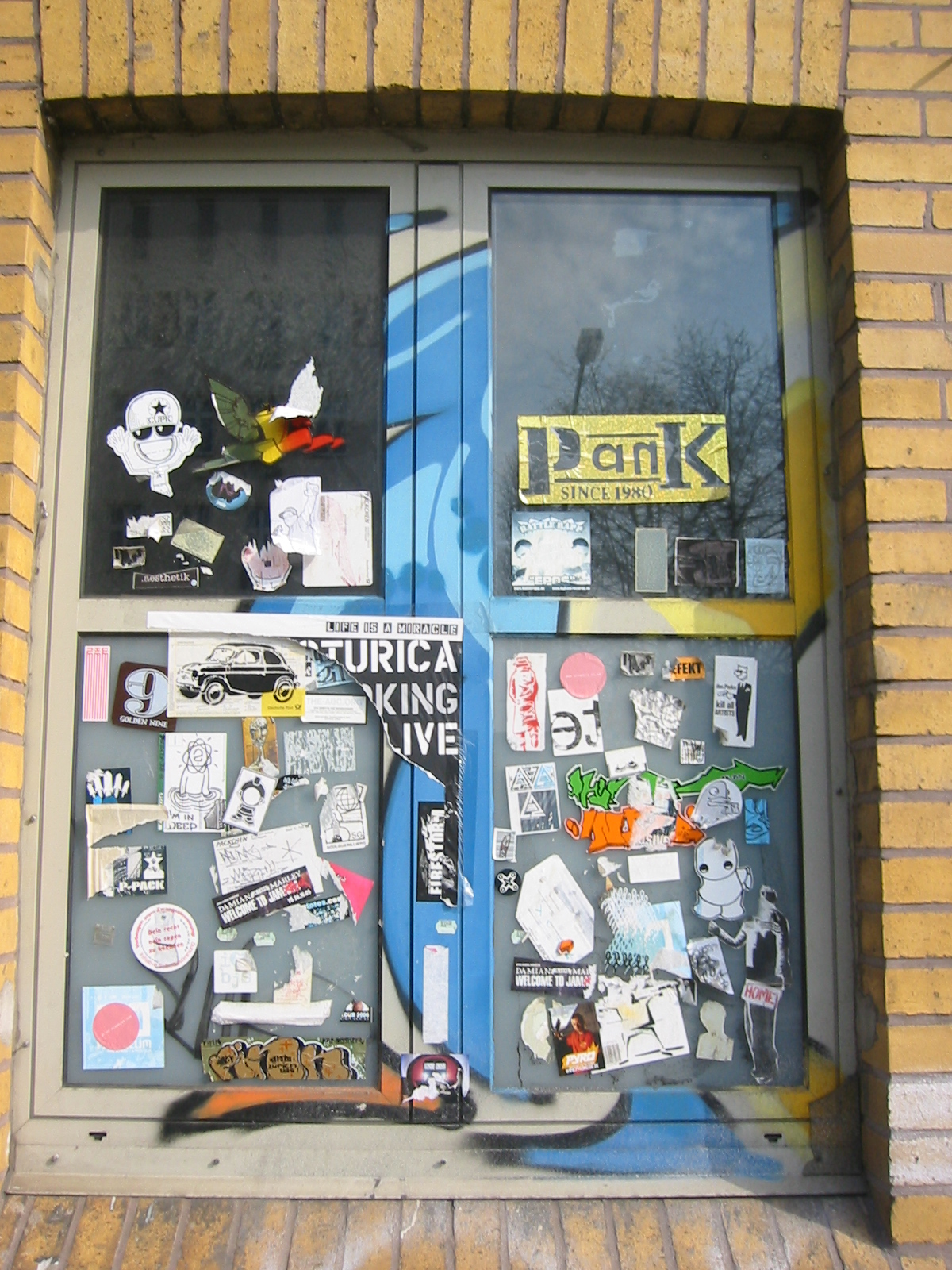
Beklebtes Fenster an der Warschauer Straße in Berlin

Stickerkunst (englisch Sticker für „Aufkleber“) ist eine Form von Streetart, bei der Aufkleber im öffentlichen Raum angebracht werden. Die Einordnung zwischen akzeptierter Streetart und unerlaubter Verunzierung ist dabei fließend. Besonders seit Anfang der 2000er ist diese Erscheinung häufig in Großstädten auf zum Beispiel Mülleimern, Verkehrsschildern oder Hauswänden zu sehen.

## Hintergründe
Üblicherweise bestehen Aufkleber  aus bedrucktem, beschriftetem oder bemaltem selbstklebendem Papier. Beispielsweise werden dabei Postpaketformulare oder anderes kostenlos erhältliches Klebepapier bemalt und/oder beschriftet.
Vorlagen für die Aufkleber können per E-Mail versendet und preiswert gedruckt werden; sie sind leichter als Graffiti anzubringen. Daher sind viele Motive gleich mehrmals an verschiedenen Orten in einer oder mehreren Städten angebracht, um subversiv auf den Passanten einzuwirken und diese mit ihrer Präsenz unbewusst zu beeinflussen. Dieser Effekt wurde bereits auch von der Industrie entdeckt, weshalb mittlerweile auch verstärkt kommerziell werbende Aufkleber im öffentlichen Raum zu sehen sind. Kleinere Sticker beinhalten oft linkspolitische oder andere politische Parolen oder Kommentare. Sticker mit dem Slogan „[citation needed]“ beziehen sich auf den gleichnamigen englischsprachigen Wikipedia-Wartungsbaustein und wurden von Boing Boing deshalb auch „Wikiffiti“ genannt.
Eine künstlerische Weiterentwicklung zur temporären Kunst im öffentlichen Raum stellt das Projekt Strich-Code in Hannover dar, bei dem als ein künstlerischer Beitrag nach dem Konzept der Schwarmkunst Millionen von Preisetiketten zulässigerweise auf meist vorbereitete Flächen im öffentlichen Raum wie Bänke, Säulen, Bäume, den Gehweg oder sogar die Straßenbahn geklebt wurden.
Die Stickerkunst ist auch bei Künstlern eine beliebte Verarbeitungsmethode um Collagen zu erstellen. Mit einem Skalpell werden aus Vinylfolie und Foamboard Bestandteile eines späteren Kunstwerkes geschnitten und zusammengeklebt. Mit dieser Technik ist es möglich Kunstwerke mit einem 3D Effekt zu versehen.

## Rechtliche Lage und Probleme

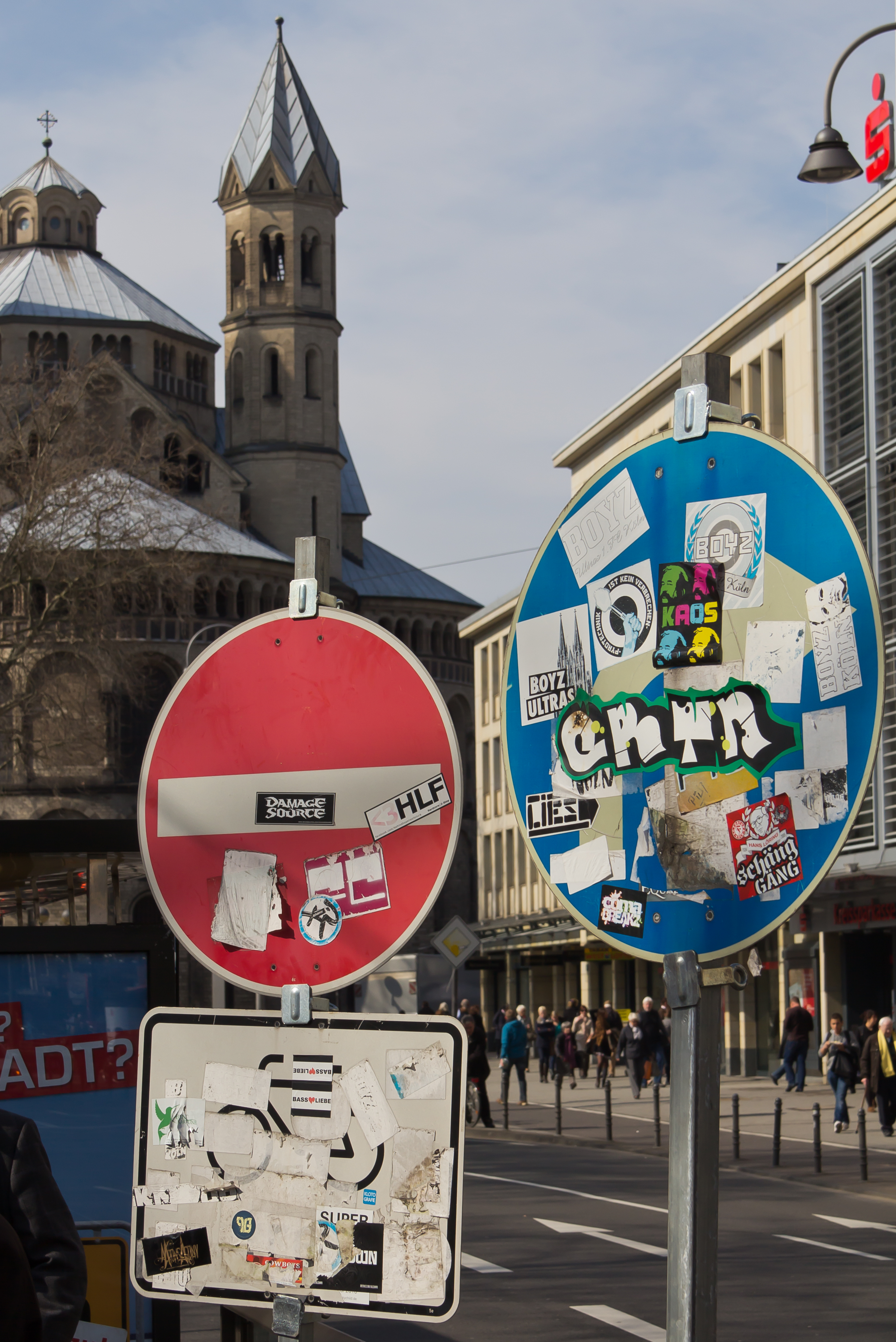
Zugeklebte Verkehrszeichen. Das Zusatzschild (links) sowie der Richtungspfeil (rechts) ist nicht mehr direkt erkennbar

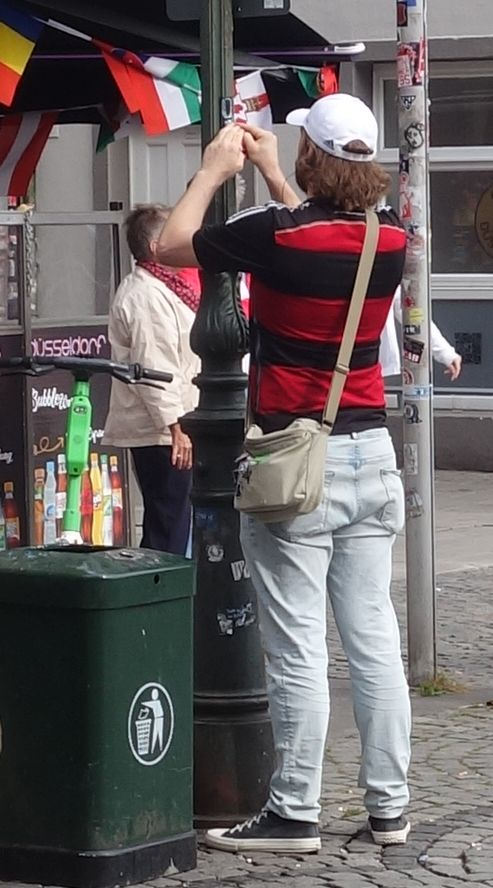
Ein Bürger säubert einen Laternenmast von Stickern (Düsseldorf, 2024)

Im Gegensatz zum Graffiti fällt diese Form des Eingriffs in den öffentlichen Raum regelmäßig nicht unter den Straftatbestand der Sachbeschädigung, da sie (in der Regel) das Erscheinungsbild nur vorübergehend ändert und die Untergrundsubstanz nicht verletzt. Stattdessen wird das Stickern als „Wildplakatierung“ geahndet und stellt somit eine Ordnungswidrigkeit dar, wenn keine Sondernutzungserlaubnis vorliegt.
In Köln wurde am 20. März 2012 die Initiative „Klebt Euch nicht zu!“ gegen wildes Bekleben gestartet. Die Bevölkerung soll auf die Probleme des Überklebens von Orts- und Hinweisschildern, Hinweistafeln auf Gas- und Wasseranschlüsse (Hydranten für die Feuerwehr) und von nicht mehr lesbaren Verkehrszeichen, die zu einer Verkehrsgefährdung führen, aufmerksam gemacht werden.

## Hatch Stickermuseum
Eine Institution, die sich mit der Stickerkunst seit dem 17. April 2008 beschäftigt, ist das Hatch Stickermuseum in Berlin. Dieses ist weltweit das erste Museum, welches sich mit der Stickerkultur auseinandersetzt. Der Kurator Oliver Baudach sammelt seit 1983 Aufkleber aus verschiedenen Bereichen. Inzwischen verfügt seine Sammlung weit über 30000 Sticker aus der ganzen Welt. Das Hatch Stickermuseum präsentiert eine ständige Ausstellung von 5000 Stickern. Die präsentierten Exponate zeigen Ausschnitte aus Kultur, Kreativität, Werbemitteln, Kommerz und Straßenkunst.
Das Museum steht auch im internationalen Austausch. So präsentierte es beispielsweise im Jahr 2014 die Ausstellung „Paper Bullets“ mit 500 Aufklebern von Catherine Tedford, einer Galeristin aus St. Lawrence im Bundesstaat New York.

## Galerie

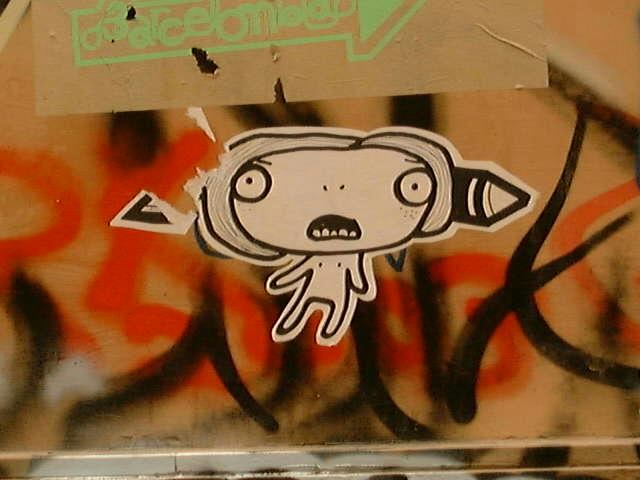
Sticker in Barcelona
Protestaufkleber gegen die zahlreichen Freipinkler in Hamburg-St. Pauli
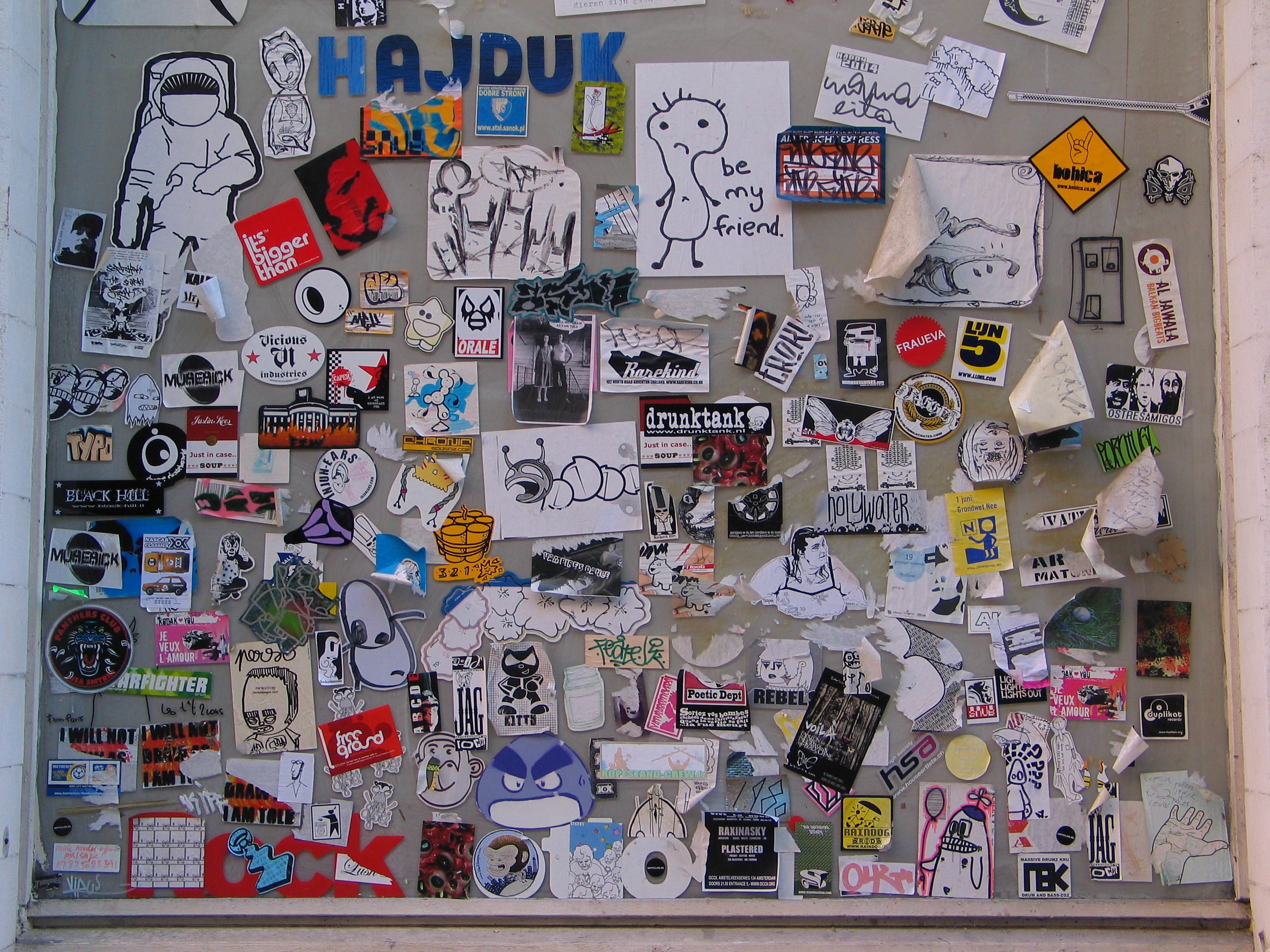
Diverse Aufkleber in Amsterdam
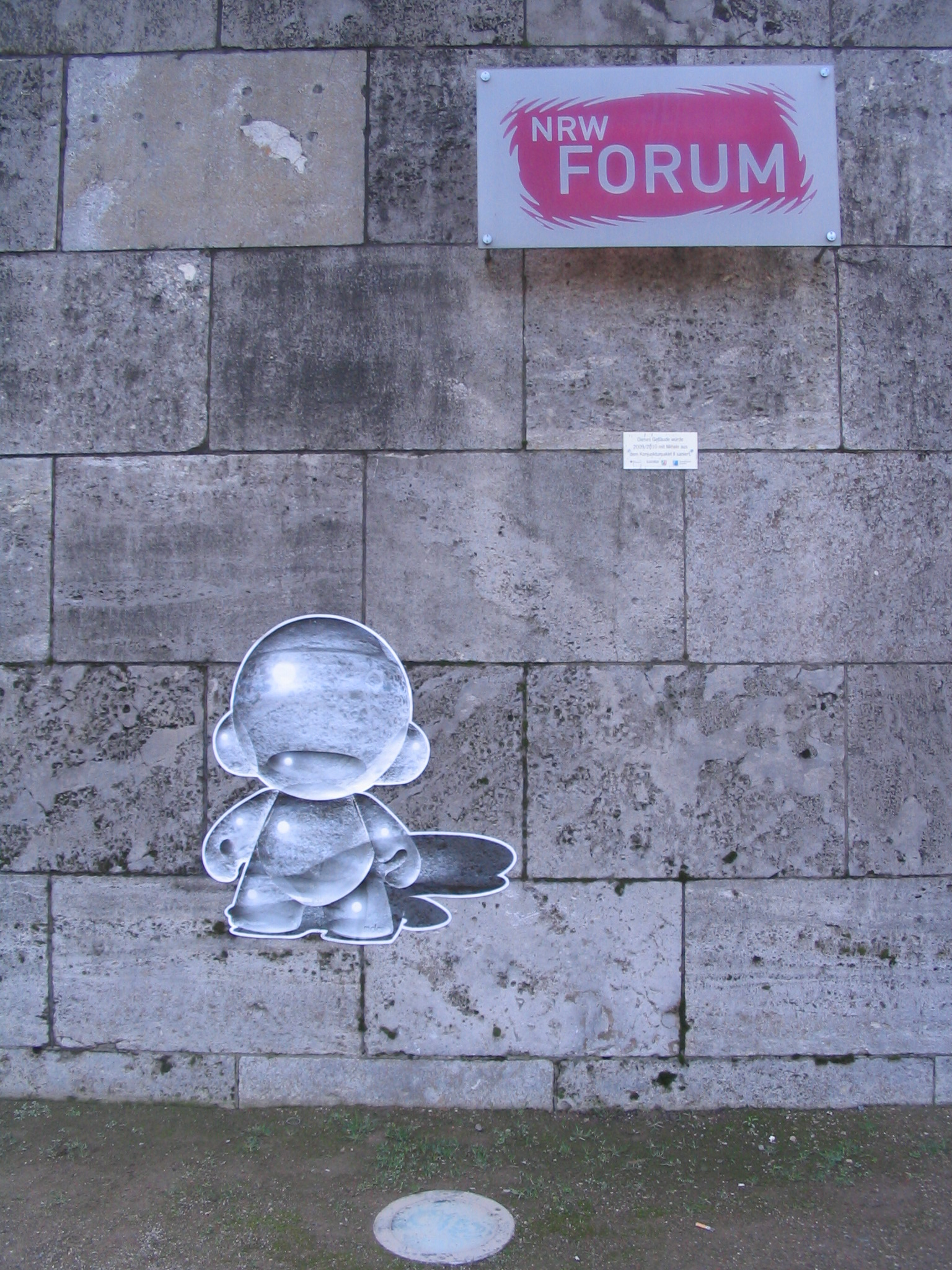
Sticker auf dem Sockel des NRW-Forums in Düsseldorf, Januar 2012
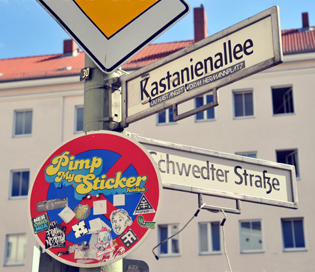
Sticker auf Verkehrsschild Halteverbot in Berlin Prenzlauer Berg, August 2012
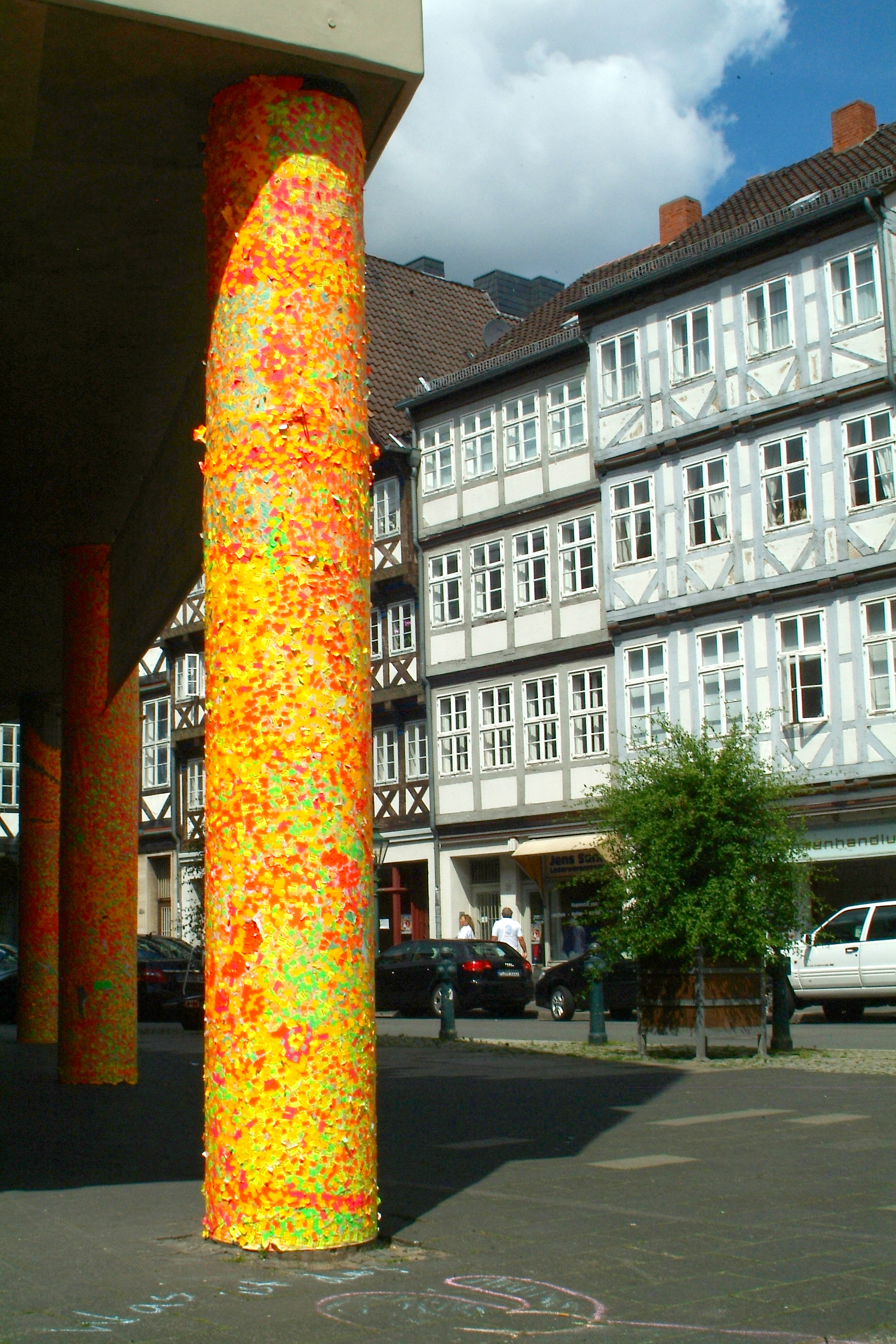
Projekt Strich-Code: Mit Preisetiketten beklebte Säulen am Historischen Museum Hannover
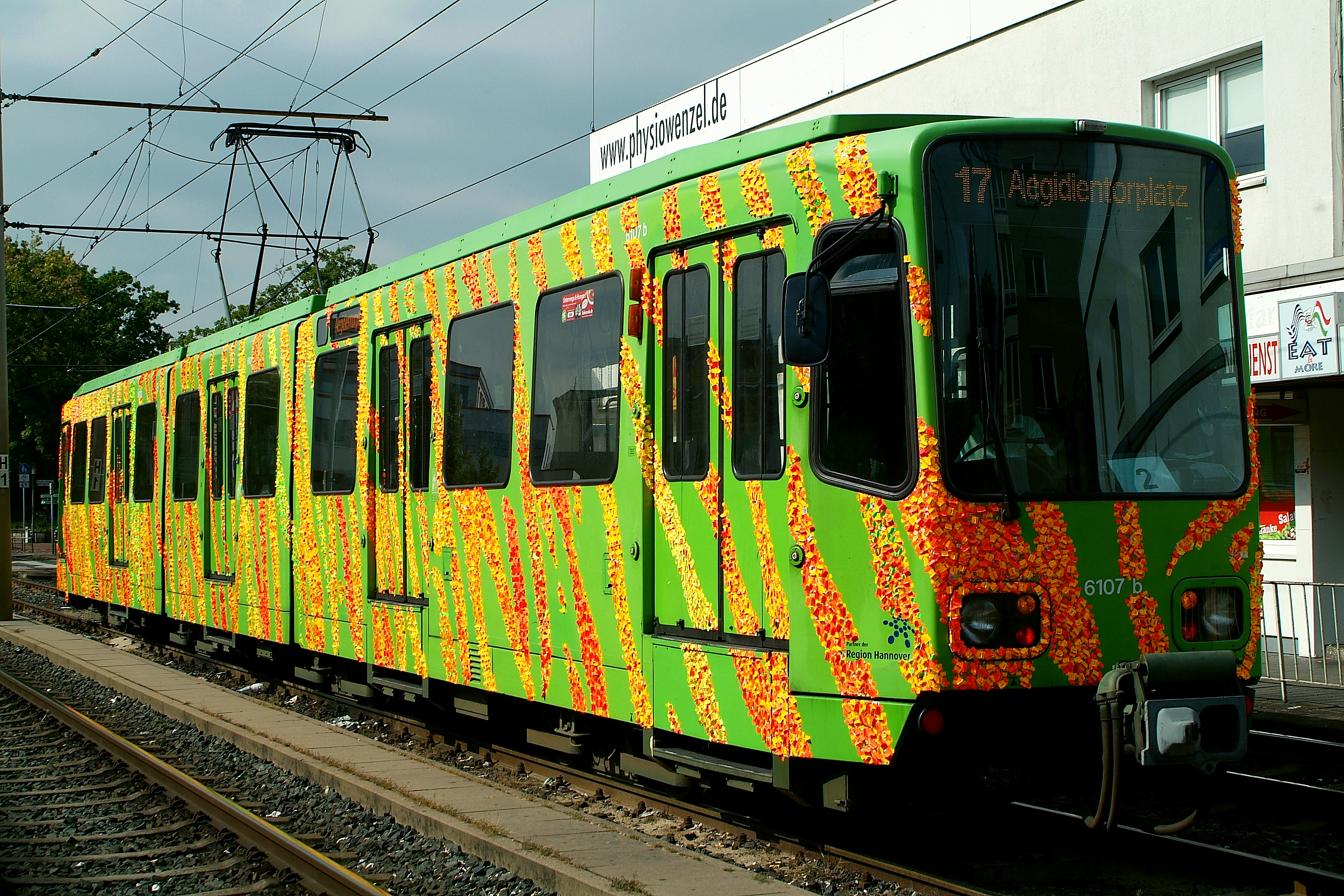
Projekt Strich-Code: Mittels Preisetiketten künstlerisch gestaltete Straßenbahn
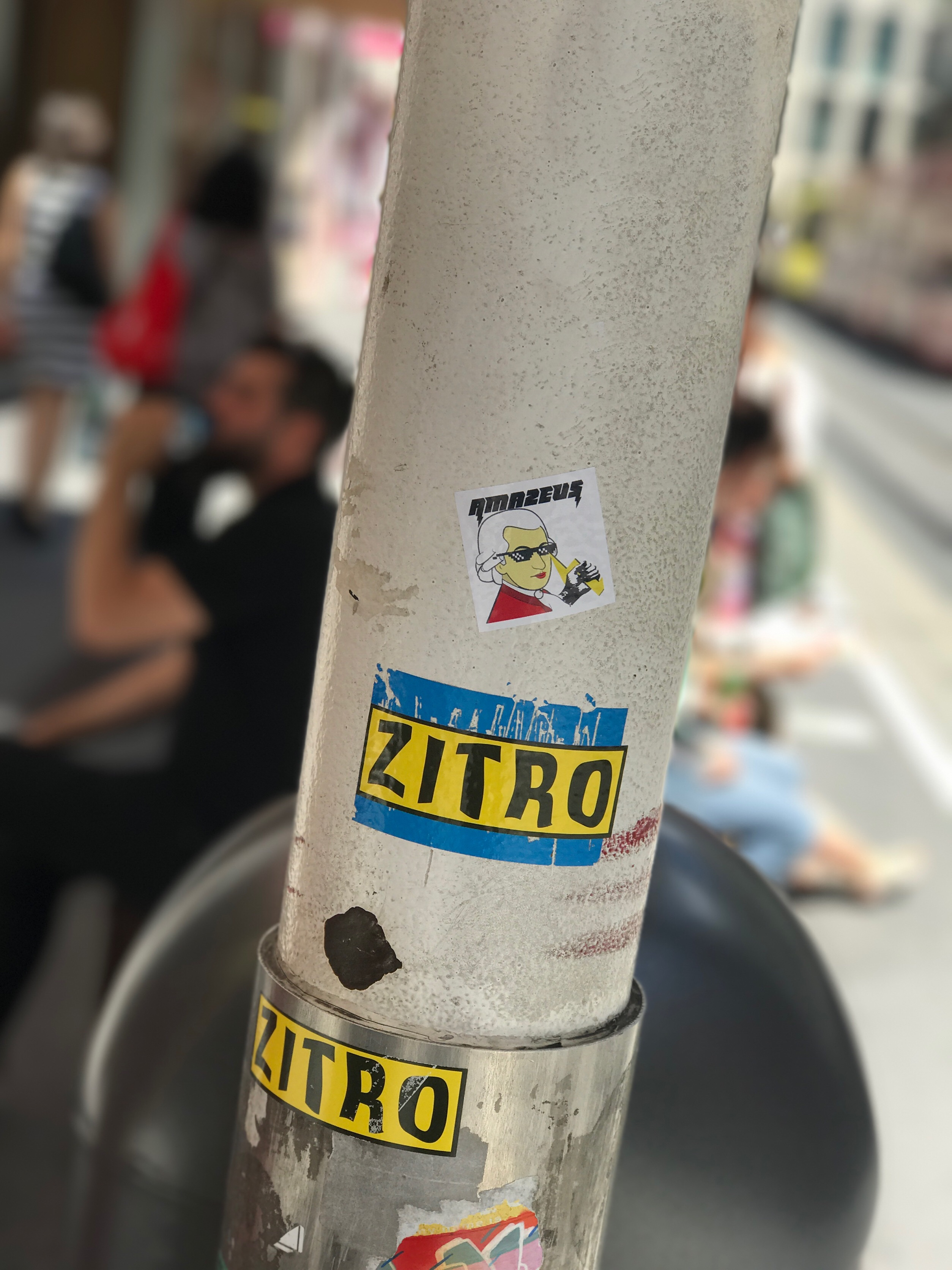
Aufkleber in Innsbruck